# Салме Кан
Салме Кан (на естонски: Salme Kann) е естонска музикална педагожка и хорова диригентка.

## Биография
Родена е на 31 януари 1881 г. в село Канепи (дн. област Пълва, Естония), Лифландска губерния, Руска империя. Тя е дъщеря на учителя и музикант Ханс Кан (1849 – 1932) и Лииза Кан (по баща Петай, 1856 – 1936), сестра на лингвиста Калиста Кан (1895 – 1983). Учи пеене в Санктпетербургската консерватория, от 1902 до 1904 г. при Елизавета Фьодоровна Цванцигер, от 1904 до 1906 г. при Каролина Ферни и от 1906 до 1907 г. при Теодор Лешетицки, завършва през 1908 г. По-късно завършва обучение в Милано (1908) и Флоренция (1909 – 1910).
През 1911 г. тя се завръща в Естония. По време на Първата световна война работи като медицинска сестра в Москва, Воронеж и Пенза. През 1920 г. се премества да живее в Тарту, като в периода от 1920 до 1930 г. работи като частна учителка по пеене в града. През 1926 г. тя основава женския хор „Валгелинди“ към Съюза на жените за умереност в Тарту и става негов хоров диригент. През 1928 г. под нейното ръководство е основано Тартуското женско певческо общество.
От 1940 до 1957 г. тя работи като преподавател по класическо пеене в Тартуското музикално училище. От 25 август до 8 октомври 1944 г. е временно изпълняващ длъжността директор на училището. Сред нейните ученици са Маргарита Миглау, Калмер Теносаар, Оскар Виханди и др.
Умира на 26 октомври 1957 г. в Тарту, Естонска ССР, СССР.